# Honnecourt-sur-Escaut
Honnecourt-sur-Escaut ist eine französische Gemeinde mit 722 Einwohnern (Stand 1. Januar 2022) im Département Nord in der Region Hauts-de-France. Sie gehört zum Arrondissement Cambrai und zum Kanton Le Cateau-Cambrésis.

## Geografie
Die Gemeinde Honnecourt-sur-Escaut liegt an der Schelde und dem parallel verlaufenden Schifffahrtskanal Canal de Saint-Quentin, 15 Kilometer südlich von Cambrai. Sie grenzt im Süden an das Département Aisne und im Südwesten an das Département Somme. Umgeben wird Honnecourt-sur-Escaut von den Nachbargemeinden Banteux im Norden, Bantouzelle im Nordosten, Les Rues-des-Vignes im Osten, Vendhuile im Süden, Épehy im Südwesten sowie Villers-Guislain im Westen.

## Geschichte
Um 660 gründeten zwei später heiliggesprochene Damen (Sainte Valérie und Sainte Pollèle) hier ein Benediktiner-Frauenkloster. Dieses wurde unter den Karolingern so bedeutend, dass es 870 im Reichsteilungs-Vertrag von Meerssen ausdrücklich genannt wird: "Hunulcourt" gehörte nun zum neuen Reich Karls des Kahlen 972 bestätigte Kaiser Otto I. dem Kloster St. Paul in Verdun eine Kirche "in Hunonis villa". 1095 "Hunonis curia" genannt, wurde der Ortsname erst im 12. Jahrhundert einteilig ("Hunilcorte" 1102, "Hounecort" 1142). 
1642 fand hier im Rahmen des Dreißigjährigen Krieges die Schlacht bei Honnecourt statt.
Während des Ersten Weltkriegs nahm Kaiser Wilhelm II. am 19. Oktober 1916 hier eine Parade der kämpfenden Regimenter, wie dem just von der Schlacht an der Somme kommenden Reserve-Infanterie-Regiments Nr. 76, ab.

## Bevölkerungsentwicklung
| Jahr                       | 1962 | 1968 | 1975 | 1982 | 1990 | 1999 | 2010 | 2020 |
| Einwohner                  | 849  | 763  | 674  | 668  | 715  | 734  | 743  | 743  |
| Quellen: Cassini und INSEE |      |      |      |      |      |      |      |      |

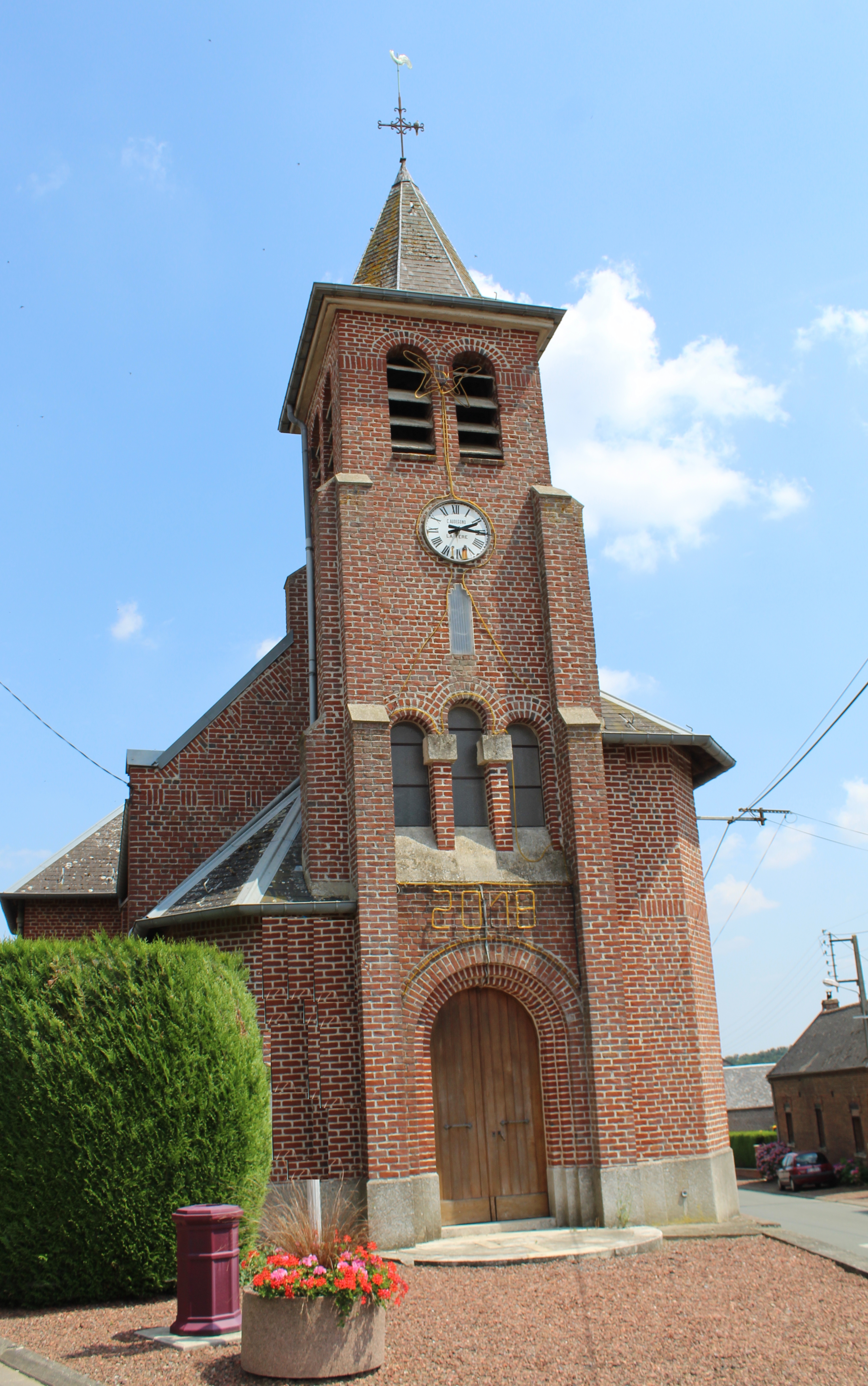
Kirche Saint-Jean-Baptiste de la Terrière
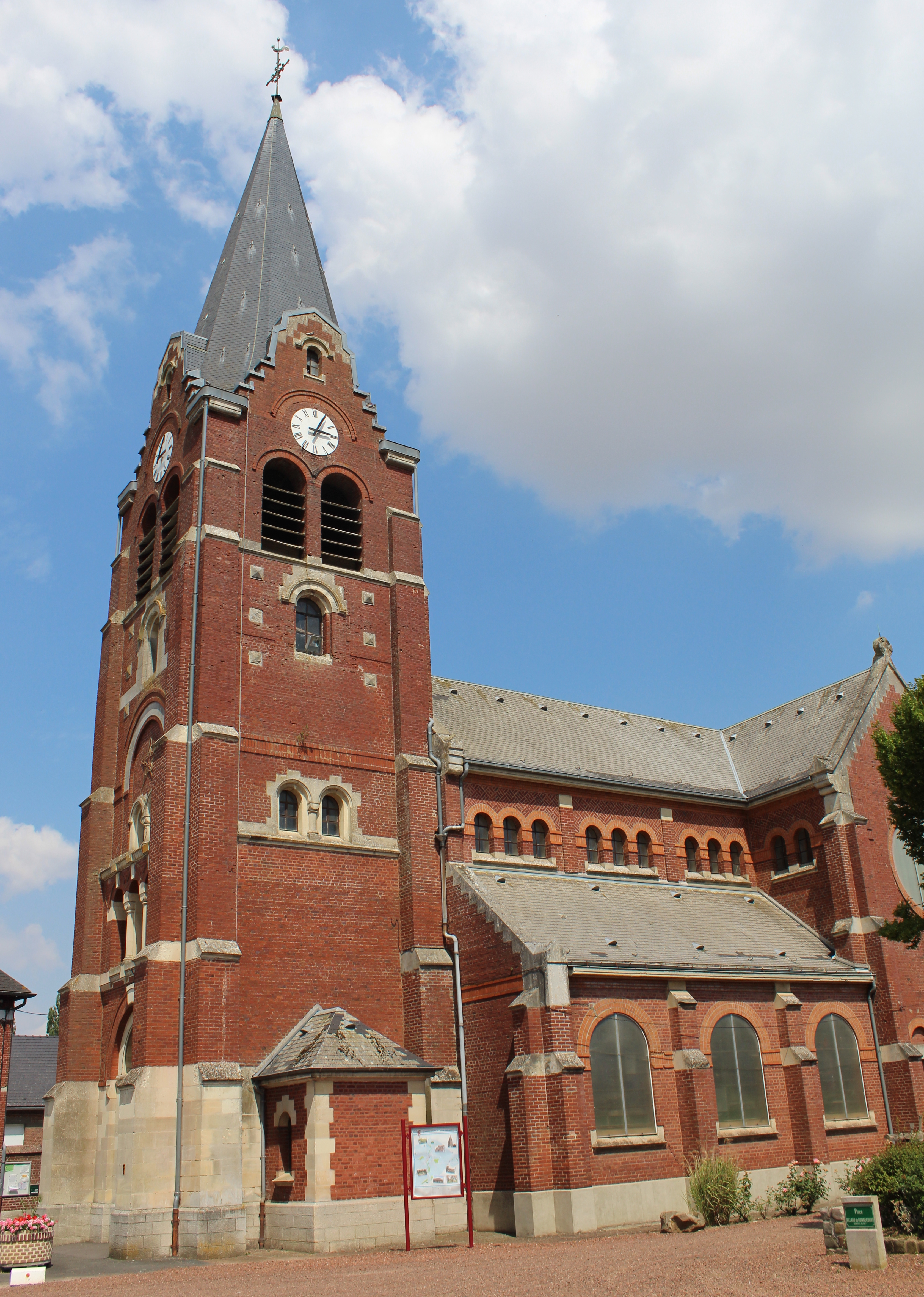
Kirche Saint-Pierre
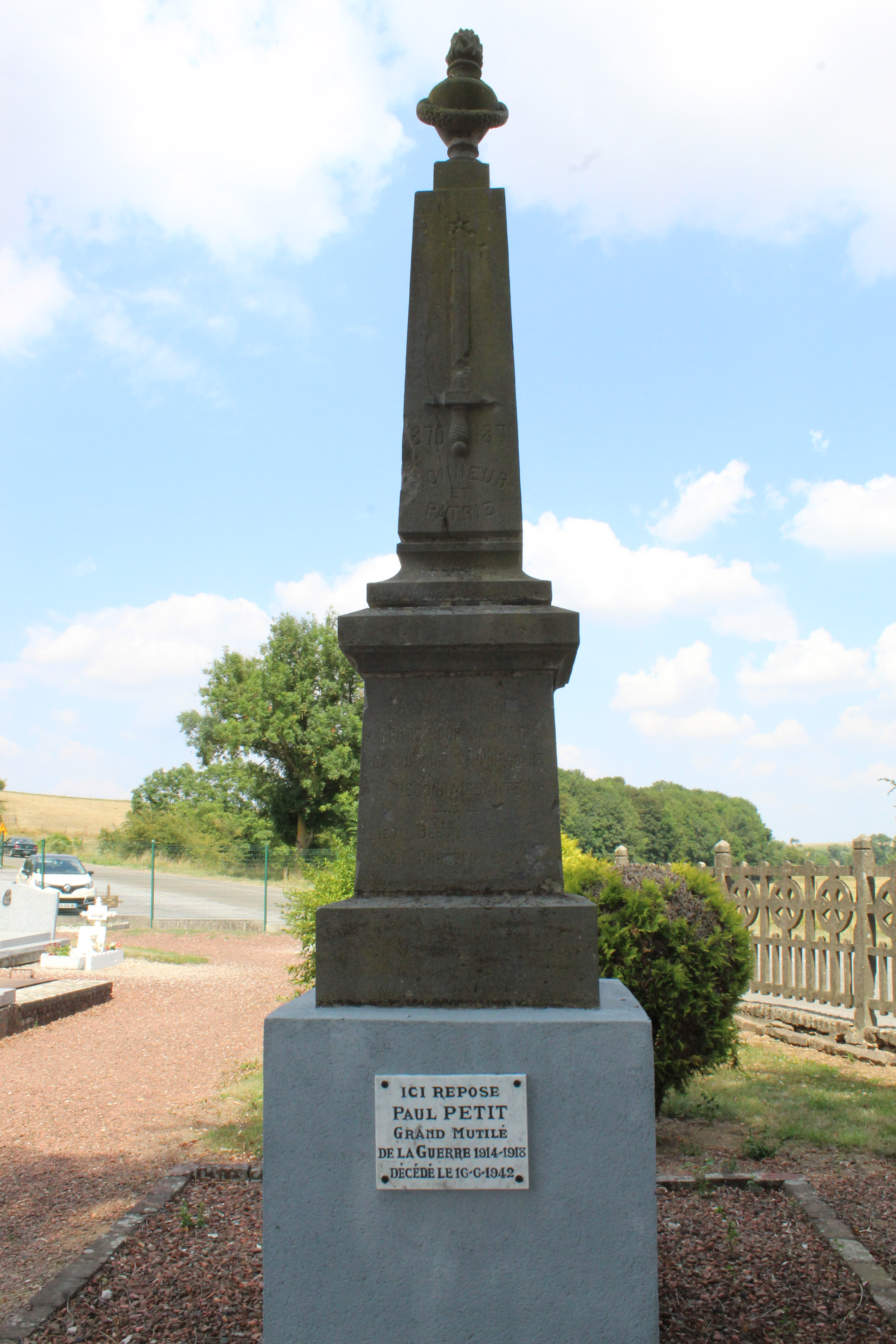
Gefallenen-denkmal
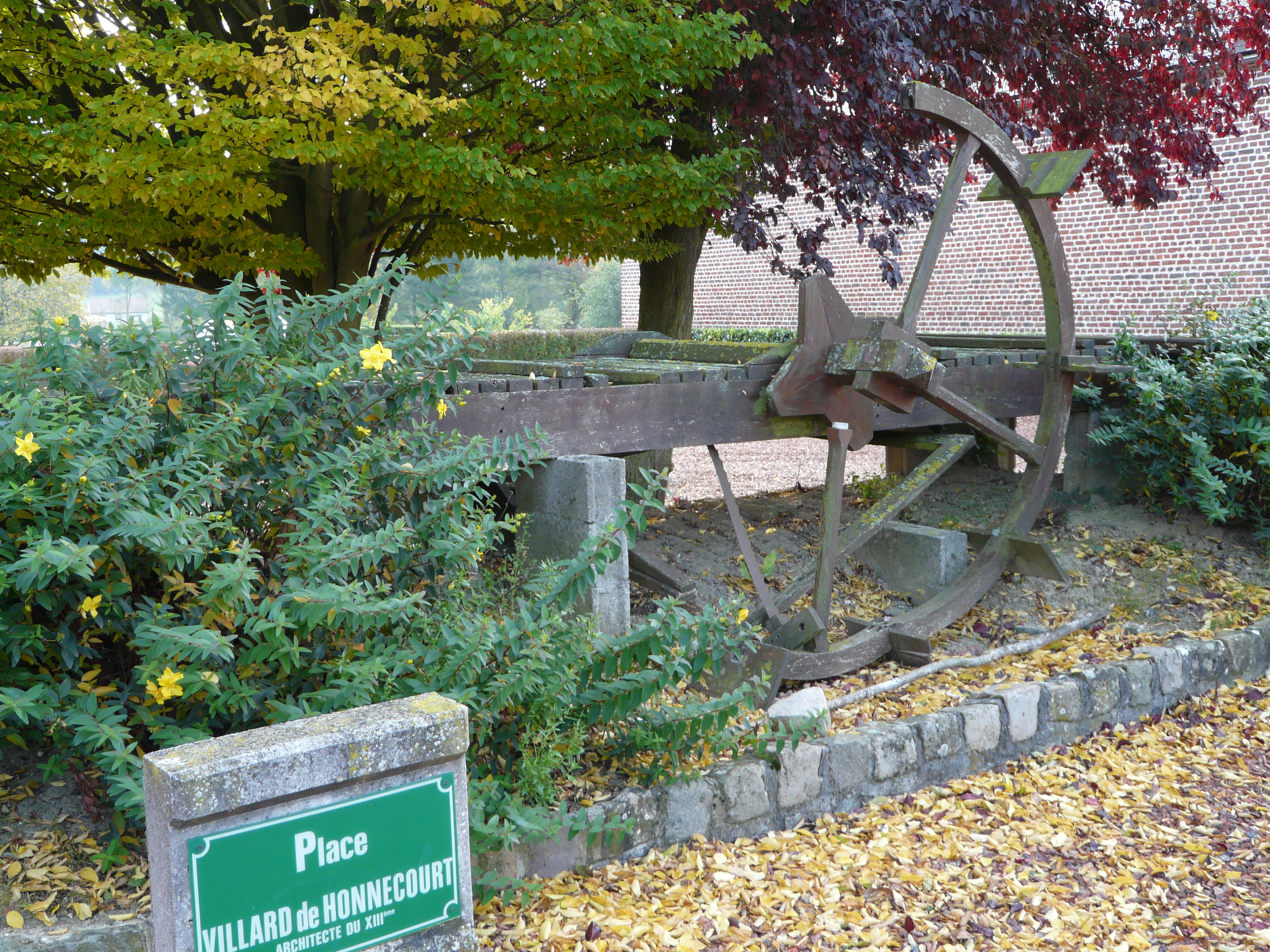
Monument des Perpetuum mobile als Hommage an Villard de Honnecourt
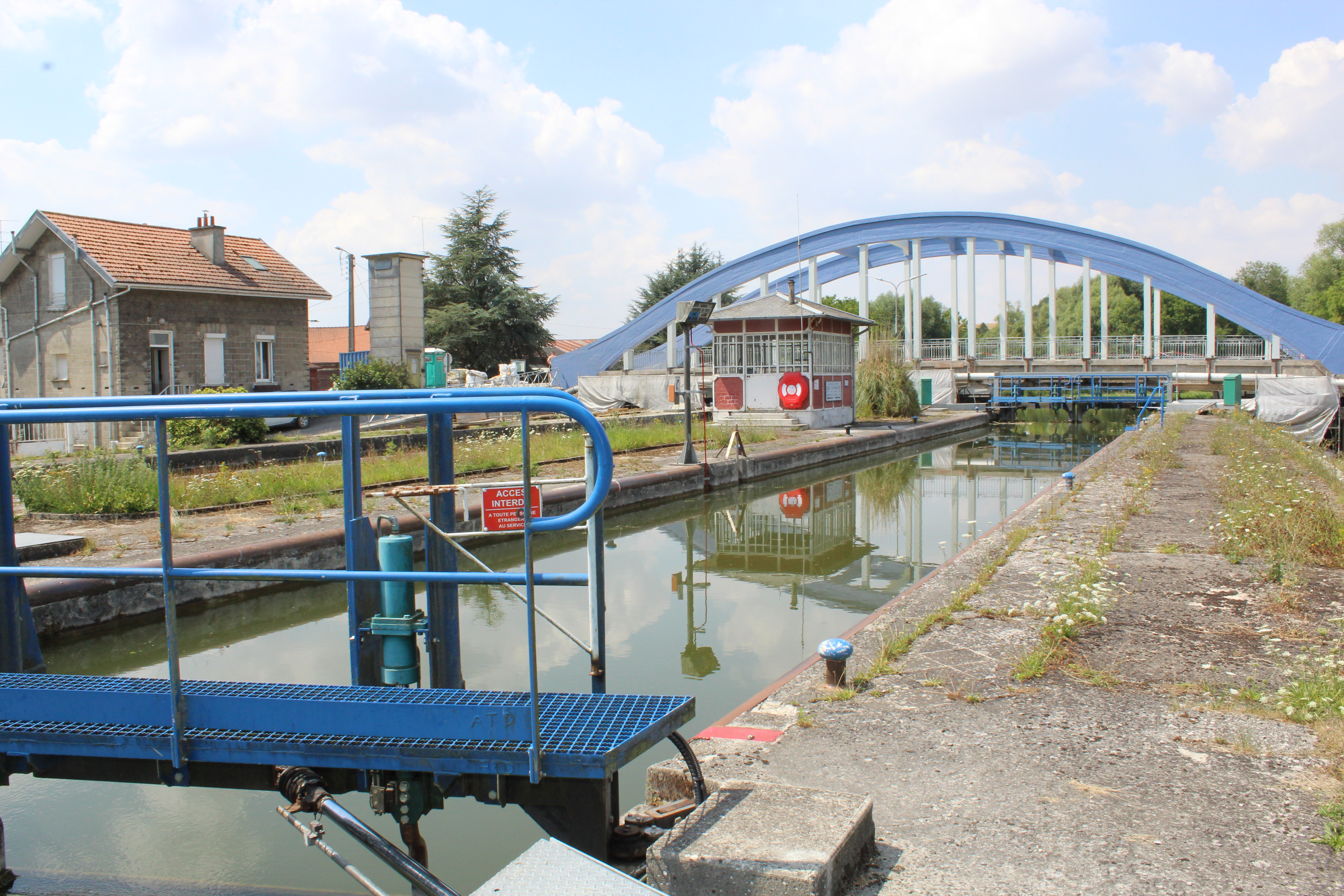
Schleuse im Canal de Saint-Quentin

## Persönlichkeiten
- Villard de Honnecourt (um 1200–nach 1235), Künstler